# Karnation
Karnation (af latin caro, kød) er maleteknisk fremstilling af den nøgne huds farve i det menneskelige legeme, altså kødfarver eller hudfarver. Karnation har traditionelt været knyttet til den europæiske tradition og derfor til kaukasisk orienterede hudfarver.